# Bracon bilecikator
Bracon bilecikator är en stekelart som beskrevs av Ahmet Beyarslan 1996. Bracon bilecikator ingår i släktet Bracon och familjen bracksteklar. Inga underarter finns listade.